# Mauricio Montero
Mauricio Montero Chinchilla (ur. 19 października 1963 w Grecji) – piłkarz kostarykański grający na pozycji obrońcy.

## Kariera klubowa
Karierę piłkarską Montero rozpoczął w klubie AD Ramonense z miasta San Ramón. W sezonie 1981/1982 zadebiutował w jego barwach w kostarykańskiej Primera División i tam występował w pierwszym składzie do 1987 roku. Wtedy też przeszedł do LD Alajuelense z miasta Alajuela. W 1991 roku wywalczył z nim swoje pierwsze mistrzostwo kraju, a w swojej karierze sięgnął po nie jeszcze trzykrotnie w latach 1992, 1996 i 1997. W 1992 roku wystąpił w przegranym 0:1 finale Pucharu Mistrzów CONCACAF z Amériką Meksyk. Karierę piłkarską zakończył w 1998 roku w wieku 35 lat. W 1998 roku zastrzeżono numer 20, z którym występował.

## Kariera reprezentacyjna
W reprezentacji Kostaryki Montero zadebiutował w 1985 roku. W 1990 roku został powołany przez selekcjonera Velibora Milutinovicia do kadry na Mistrzostwa Świata we Włoszech. Tam był podstawowym zawodnikiem swojej drużyny i wystąpił w 4 spotkaniach: ze Szkocją (1:0), z Brazylią (0:1), ze Szwecją (2:1) i w 1/8 finału z Czechosłowacją (1:4). Od 1985 do 1996 roku rozegrał w kadrze narodowej 56 spotkań i zdobył 3 gole.

## Kariera trenerska
Po zakończeniu kariery Montero został trenerem. Przez dwa lata prowadził drugoligowy Municipal Grecia. Następnie został asystentem w LD Alajuelense, który w 2004 roku wygrał Puchar Mistrzów CONCACAF, a w 2005 roku zdobył mistrzostwo kraju. W latach 2007–2008 Montero pracował w AD Carmelita.